# Lista de políticos de Portugal que trocaram de partido
Esta é uma lista de políticos portugueses que trocaram de partido:
| Nome                             | Origem | Origem                                             | Destino | Destino                                        | Notas                                                                |
| -------------------------------- | ------ | -------------------------------------------------- | ------- | ---------------------------------------------- | -------------------------------------------------------------------- |
| Ricardo Augusto Barbosa          |        | Partido Social Democrata                           |         | NOS Cidadãos                                   |                                                                      |
| Alberto Martins                  |        | Movimento de Esquerda Socialista                   |         | Partido Socialista                             |                                                                      |
| Álvaro Augusto Veiga de Oliveira |        | Partido Comunista Português                        |         | Partido Socialista                             |                                                                      |
| Ana Gomes                        |        | Partido Comunista dos Trabalhadores Portugueses    |         | Partido Socialista                             | Desfiliou-se do PCTP/MRPP em 1976 e s víria a integrar o PS em 2002. |
| André Ventura                    |        | Partido Social Democrata                           |         | CHEGA                                          |                                                                      |
| António Barreto                  |        | Partido Comunista Português                        |         | Partido Socialista                             |                                                                      |
| António Barreto                  |        | Partido Socialista                                 |         | Reformadores                                   |                                                                      |
| António Barreto                  |        | Reformadores                                       |         | Partido Socialista                             |                                                                      |
| António Barreto                  |        | Partido Socialista                                 |         | Independente                                   |                                                                      |
| António de Sousa Franco          |        | Partido Social Democrata                           |         | Acção Social Democrata Independente            |                                                                      |
| António de Sousa Franco          |        | Partido Social Democrata                           |         | Partido Socialista                             |                                                                      |
| António Marques Mendes           |        | Partido Social Democrata                           |         | Acção Social Democrata Independente            |                                                                      |
| António Rebelo de Sousa          |        | Partido Social Democrata                           |         | Acção Social Democrata Independente            |                                                                      |
| António Rebelo de Sousa          |        | Acção Social Democrata Independente                |         | Partido Socialista                             |                                                                      |
| António Sousa Lara               |        | Partido Popular Monárquico                         |         | Partido Social Democrata                       |                                                                      |
| António Sousa Lara               |        | Partido Social Democrata                           |         | CHEGA                                          |                                                                      |
| António Vitorino                 |        | Partido Socialista                                 |         | Frente Socialista Popular                      |                                                                      |
| António Vitorino                 |        | Frente Socialista Popular                          |         | Movimento Socialista Unificado                 |                                                                      |
| António Vitorino                 |        | Movimento Socialista Unificado                     |         | União da Esquerda para a Democracia Socialista |                                                                      |
| António Vitorino                 |        | União da Esquerda para a Democracia Socialista     |         | Partido Socialista                             |                                                                      |
| Augusto Mateus                   |        | Movimento de Esquerda Socialista                   |         | Partido Socialista                             |                                                                      |
| Augusto Santos Silva             |        | Movimento de Esquerda Socialista                   |         | Partido Socialista                             |                                                                      |
| Basílio Horta                    |        | CDS - Partido Popular                              |         | Partido Socialista                             |                                                                      |
| Carmelinda Pereira               |        | Partido Socialista                                 |         | Partido Operário de Unidade Socialista         |                                                                      |
| Daniel Oliveira                  |        | Partido Comunista Português                        |         | Plataforma de Esquerda                         |                                                                      |
| Daniel Oliveira                  |        | Plataforma de Esquerda                             |         | Política XXI                                   |                                                                      |
| Daniel Oliveira                  |        | Política XXI                                       |         | Bloco de Esquerda                              |                                                                      |
| David Justino                    |        | Movimento de Esquerda Socialista                   |         | Partido Social Democrata                       |                                                                      |
| Durão Barroso                    |        | Partido Comunista dos Trabalhadores Portugueses    |         | Partido Social Democrata                       |                                                                      |
| Eduardo Ferro Rodrigues          |        | Movimento de Esquerda Socialista                   |         | Partido Socialista                             |                                                                      |
| Fernando Seara                   |        | CDS - Partido Popular                              |         | Partido Social Democrata                       |                                                                      |
| Francisco Louçã                  |        | Partido Socialista Revolucionário                  |         | Bloco de Esquerda                              |                                                                      |
| Francisco Lucas Pires            |        | Centro Democrático Social                          |         | Partido Social Democrata                       |                                                                      |
| Gonçalo Ribeiro Telles           |        | Partido Popular Monárquico                         |         | Partido da Terra                               |                                                                      |
| Guilherme d'Oliveira Martins     |        | Partido Social Democrata                           |         | Partido Socialista                             |                                                                      |
| Helena Roseta                    |        | Partido Social Democrata                           |         | Partido Socialista                             |                                                                      |
| Henrique de Barros               |        | Partido Socialista                                 |         | Partido Renovador Democrático                  |                                                                      |
| Hermínio Martinho                |        | Partido Socialista                                 |         | Partido Renovador Democrático                  |                                                                      |
| Hermínio Martinho                |        | Partido Renovador Democrático                      |         | Partido Social Democrata                       |                                                                      |
| João Cravinho                    |        | Movimento de Esquerda Socialista                   |         | Partido Socialista                             |                                                                      |
| João Semedo                      |        | Partido Comunista Português                        |         | Bloco de Esquerda                              |                                                                      |
| Joaquim Magalhães Mota           |        | Partido Social Democrata                           |         | Acção Social Democrata Independente            |                                                                      |
| Jorge Coelho                     |        | União Democrática Popular                          |         | Partido Socialista                             |                                                                      |
| Jorge Miranda                    |        | Partido Social Democrata                           |         | Acção Social Democrata Independente            |                                                                      |
| Jorge Sampaio                    |        | Movimento de Esquerda Socialista                   |         | Partido Socialista                             |                                                                      |
| José Augusto Gama                |        | CDS - Partido Popular                              |         | Partido Social Democrata                       |                                                                      |
| José Lamego                      |        | Partido Comunista dos Trabalhadores Portugueses    |         | Partido Socialista                             |                                                                      |
| José Luís Judas                  |        | Partido Comunista Português                        |         | Partido Socialista                             |                                                                      |
| José Magalhães                   |        | Partido Comunista Português                        |         | Partido Socialista                             |                                                                      |
| José Manuel Coelho               |        | Partido Comunista Português                        |         | Nova Democracia                                |                                                                      |
| José Manuel Coelho               |        | Nova Democracia                                    |         | Partido Trabalhista Português                  |                                                                      |
| José Pacheco Pereira             |        | Partido Comunista de Portugal (marxista-leninista) |         | Partido Social Democrata                       |                                                                      |
| José Sócrates                    |        | Juventude Social Democrata                         |         | Partido Socialista                             |                                                                      |
| José Vieira de Carvalho          |        | CDS - Partido Popular                              |         | Partido Social Democrata                       |                                                                      |
| José Vieira da Silva             |        | Movimento de Esquerda Socialista                   |         | Partido Socialista                             |                                                                      |
| Luís Fazenda                     |        | União Democrática Popular                          |         | Bloco de Esquerda                              |                                                                      |
| Manuel Monteiro                  |        | CDS - Partido Popular                              |         | Nova Democracia                                | Saí do partido e afasta-se da política em 2009                       |
| Manuel Monteiro                  |        | Nova Democracia                                    |         | CDS - Partido Popular                          | Reaproximou-se do CDS em 2016 e voltou a filiar-se em 2019           |
| Maria José Nogueira Pinto        |        | CDS - Partido Popular                              |         | Partido Social Democrata                       |                                                                      |
| Mário Lino                       |        | Partido Comunista Português                        |         | Partido Socialista                             |                                                                      |
| Mário Soares                     |        | Partido Comunista Português                        |         | Partido Socialista                             |                                                                      |
| Mário Sottomayor-Cardia          |        | Partido Comunista Português                        |         | Partido Socialista                             |                                                                      |
| Mário Tomé                       |        | União Democrática Popular                          |         | Partido Comunista Português                    |                                                                      |
| Mário Tomé                       |        | Partido Comunista Português                        |         | Bloco de Esquerda                              |                                                                      |
| Medeiros Ferreira                |        | Partido Socialista                                 |         | Partido Renovador Democrático                  |                                                                      |
| Medeiros Ferreira                |        | Partido Renovador Democrático                      |         | Partido Socialista                             |                                                                      |
| Miguel Portas                    |        | Partido Comunista Português                        |         | Plataforma de Esquerda                         |                                                                      |
| Miguel Portas                    |        | Plataforma de Esquerda                             |         | Política XXI                                   |                                                                      |
| Miguel Portas                    |        | Política XXI                                       |         | Bloco de Esquerda                              |                                                                      |
| Natália Correia                  |        | Partido Social Democrata                           |         | Partido Renovador Democrático                  |                                                                      |
| Paulo Portas                     |        | Juventude Social Democrata                         |         | CDS - Partido Popular                          |                                                                      |
| Pedro Batista                    |        | Partido Socialista                                 |         | Partido Democrático do Atlântico               |                                                                      |
| Pedro Quartin Graça              |        | Partido Popular Monárquico                         |         | Partido da Terra                               |                                                                      |
| Pedro Quartin Graça              |        | Partido da Terra                                   |         | Nós, Cidadãos!                                 |                                                                      |
| Pedro Quartin Graça              |        | Nós, Cidadãos!                                     |         | Aliança                                        |                                                                      |
| Pedro Santana Lopes              |        | Partido Social Democrata                           |         | Aliança                                        |                                                                      |
| Pina Moura                       |        | Partido Comunista Português                        |         | Partido Socialista                             |                                                                      |
| Sanches Osório                   |        | Centro Democrático Social                          |         | Partido da Democracia Cristã                   |                                                                      |
| Silva Marques                    |        | União Democrática Popular                          |         | Partido Social Democrata                       |                                                                      |
| Vasco da Gama Fernandes          |        | Partido Socialista                                 |         | Partido Renovador Democrático                  |                                                                      |
| Vital Moreira                    |        | Partido Renovador Democrático                      |         | Partido Socialista                             |                                                                      |
| Zita Seabra                      |        | Partido Renovador Democrático                      |         | Partido Social Democrata                       |                                                                      |